# Мегрелия
Мегрелия, или Мингрелия (груз. სამეგრელო; Самегрело, мегрельск. სამარგალო; Самаргало), — историческая область в Западной Грузии, населённая мегрелами (мингрелами) — субэтнической группой грузин; мегрельский язык заметно отличается от грузинского.

## Население
Мингрелы исповедуют православие и принадлежат к Грузинской православной церкви. В наше время образованные жители Мингрелии свободно владеют литературным грузинским языком; старшее поколение также русским. Исторически, к югу от мегрелов жили гурийцы, на востоке — имеретинцы, на севере — сваны, а на северо-западе — абхазы.

## История

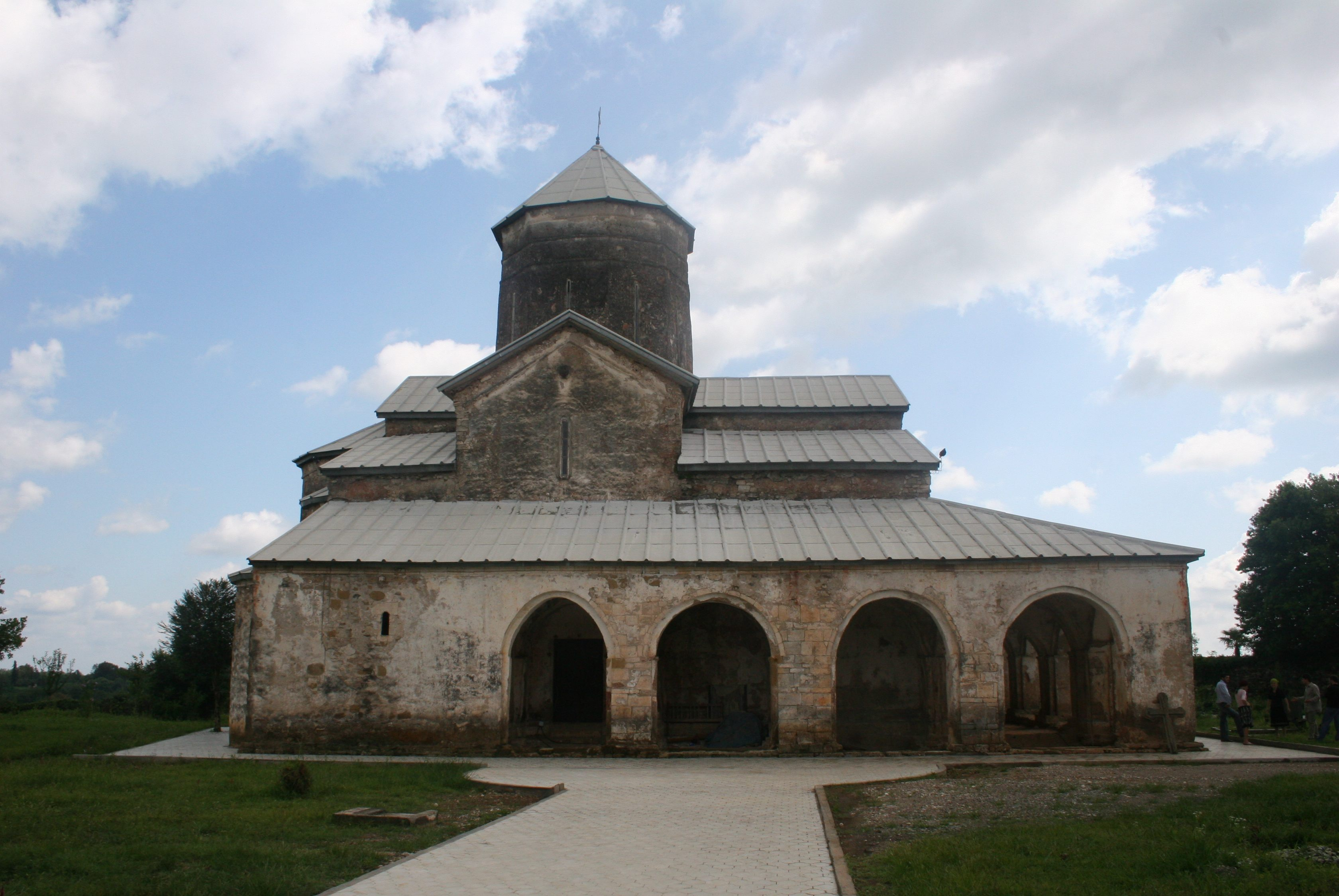
Собор в Цаленджихе (XIV в.) — усыпальница князей Дадиани.

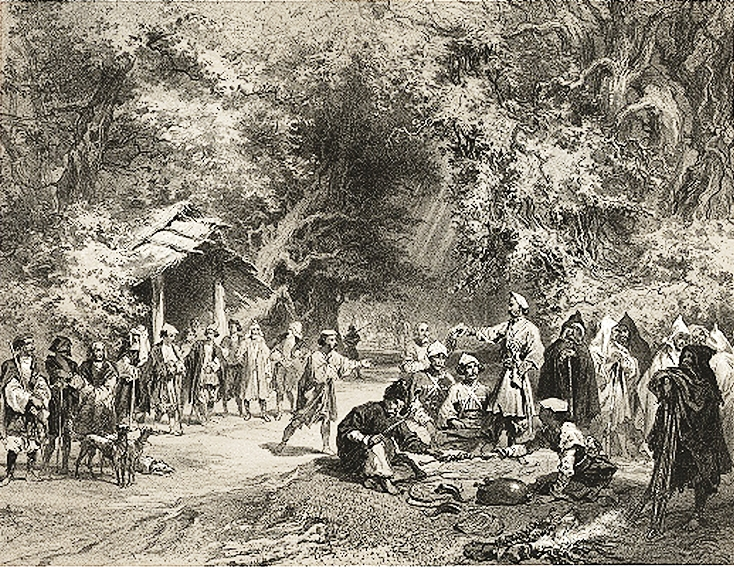
Отдых на охоте в Мегрелии в XIX столетии, «Русский художественный листок», художник В. Ф. Тимм.

В самой Мингрелии популярна точка зрения, что именно эта территория в античных мифах именуется Колхидой, а колхи являются предками мингрелов. Этой же точки зрения в прошлом придерживались и некоторые иностранные путешественники, например, итальянский миссионер А. Ламберти (проживал в Мингрелии в 1635—1653 годах). С точки зрения современной науки, это не исключено, но полностью не доказано.
В Средневековье данная территория была известна под названием Одиши.
Исторически Мингрелия представляла собой полунезависимое Мегрельское княжество, управлявшееся владетелями (князьями) из рода Дадиани (см. список владетелей Мингрелии). С 1803 по 1866 год княжество сохранялось как автономная единица в составе Российской империи с князьями из рода Дадиани во главе; в 1866 году княжество было упразднено и окончательно включено в состав России.
В течение всего периода самостоятельности Мингрелии пришлось много терпеть от турок и персов; и тем, и другим Мингрелии платила дань в виде поставки султану и шаху рабов. Кучук-Кайнарджийский мир де-юре освободил Мингрелию от этой повинности.

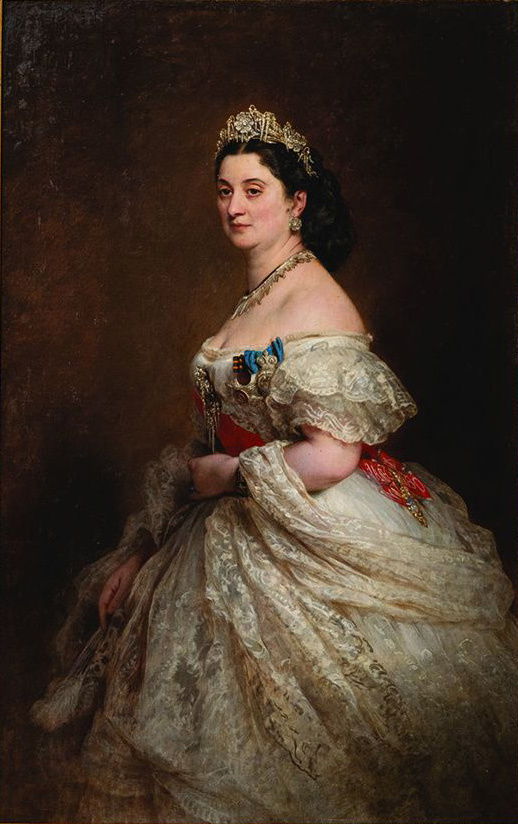
Правительница (регент) Мингрелии Екатерина Александровна Дадиани. Портрет работы Франца Ксавье Винтерхальтера.

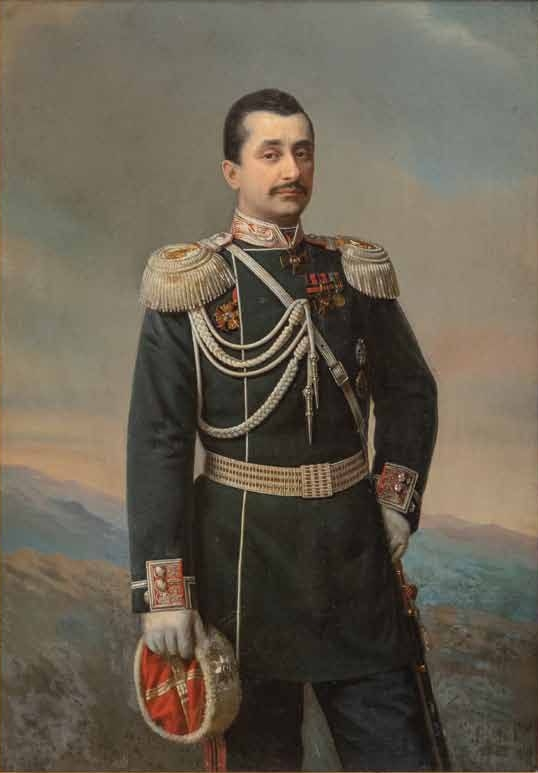
Князь Николай Дадиани (1847—1903) номинально стал правителем Мингрелии в 1853 году, в возрасте семи лет, за него страной управляла мать. В 1866 году Николай, достигнув совершеннолетия, был отстранён от власти, а княжество — упразднено.

4 декабря 1803 года владетель Григорий Дадиани присягнул на верность России, но сохранил за собой автономию в делах гражданских. Сын Григория, Леван, уступил русскому правительству Редут-Кале и Анаклию, а в 1842 году назначил правителем сына своего, Давида, человека сравнительно образованного и начавшего в стране ряд преобразований. В то же время, Давид энергично искал способы пополнения казны, не гнушаясь участвовать в организации контрабанды. Это вызвало неудовольствие Михаила Воронцова, русского наместника на Кавказе, который планировал отстранить Давида от власти. Однако, в 1853 году Давид скончался, оставив наследником сына Николая, которому в то время было 7 лет.
За малолетнего Николая стала править в качестве регента его мать, вдова Давида, Екатерина Александровна Дадиани, урождённая княжна Чавчавадзе, сестра Нины Александровны Грибоедовой, вдовы драматурга. Екатерина Дадиани единолично управляла Мингрелией до 1857 года; во время Крымской войны вела себя с большим мужеством и сама во главе мингрельского ополчения участвовала в нескольких партизанских стычках с турецкими войсками.
В 1857 году в Мингрелии произошло крупное крестьянское восстание, потребовавшее вмешательства русских войск. Княгиня с детьми была вызвана в Санкт-Петербург, после чего в Мингрелии на время малолетства князя Николая Дадиани был установлен особый режим управления. В 1867 году Мингрелия окончательно объединилась с Россией и вошла в состав Кутаисской губернии.
В качестве компенсации князья Дадиани старшей линии получили титул светлейших князей Мингрельских.
В дальнейшем Мингрелия оставалось в составе Российской империи в 1866—1917, и в составе Советской России в 1921—1991 годах. В краткий период независимости Грузии под властью меньшевиков (1918—1921), независимость Мингрелии не возрождалась; номинальный претендент на мингрельский престол, светлейший князь Николай Николаевич Мингрельский (Дадиани; 1876—1919), сын Николая Дадиани, скончался в Петрограде в советской тюрьме.
В советское время выходцы из Мингрелии некоторое время играли решающую роль в управлении Грузией, что в начале 1950-х годов вылилось в так называемое Мингрельское дело, по которому проходили представители советской грузинской партийной номенклатуры, преимущественно ставленники Л. П. Берия, который был выходцем из мингрельской крестьянской семьи.

## Современность

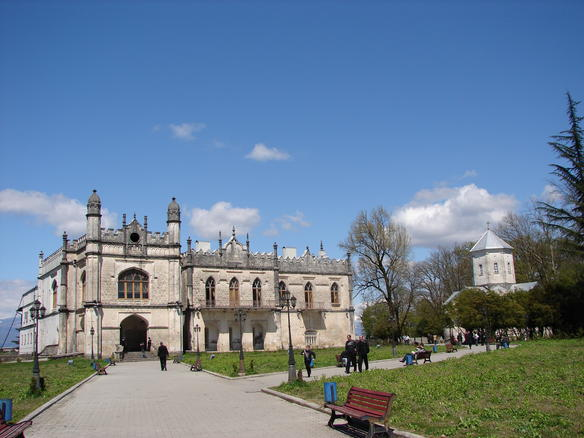
Зугдиди. Дворец-музей Дадиани (XIX в.).

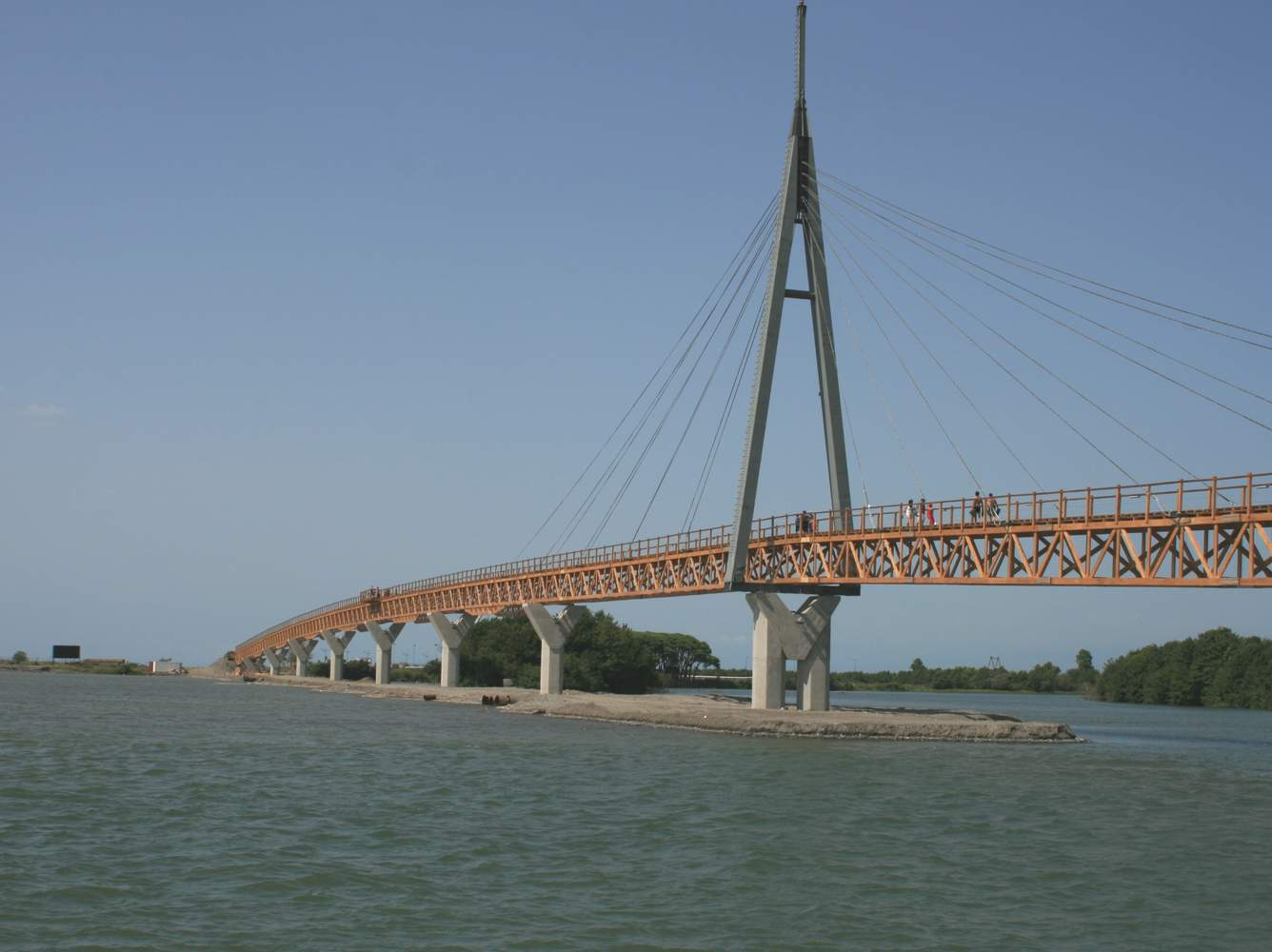
Анаклия, деревянный мост через реку Ингури. Наши дни.

В современной Грузии входит в состав региона Самегрело-Верхняя Сванетия (дословно: Мингрелия — Верхняя Сванетия). Крупные города — Зугдиди (историческая столица, сохранился дворец Дадиани XIX века), Поти, Сенаки.
Населённая в значительной степени мингрелами историческая область Самурзакан (включает современный Гальский район, бо́льшую часть Ткварчельского района, несколько сёл Очамчирского района) де-факто с начала 1990-х годов контролируется правительством республики Абхазия.
В послевоенное время на территории Мингрелии активно развивалось санаторно-курортное строительство. Туристов привлекали, в частности, города и посёлки Анаклия, Нокалакеви, Чкадуаши, Цаленджиха, Мухури (поблизости расположен источник минеральной воды Лугела) и ряд других. По меньшей мере, некоторые из этих курортов, например, Анаклия, функционируют и в настоящее время.